# Talk Shows on Mute
Talk Shows on Mute è un singolo del gruppo musicale statunitense Incubus, pubblicato nel 2004 ed estratto dall'album A Crow Left of the Murder....

## Tracce
- CD

1. Talk Shows on Mute
2. Wish You Were Here (Live In Osaka, Japan)
3. Talk Shows on Mute (Live In Osaka, Japan)
4. Hello - BBC Radio 1 Version

## Video
Il videoclip della canzone è stato diretto da Floria Sigismondi.